# رأس كركمة
رأس كركمة أو أكرا كومي ميناء للأنباط كان نشطًا في فترة ما قبل الميلاد. يقع جنوب مدينة الوجه في المملكة العربية السعودية بحوالي 40 كلم.

## خلفية
تصارعت في منطقة أكرا الأثرية أقدم الحضارات، فكانت مرسى السفن الرومانية، ومكان لقافلات النبطيين التجارية، وممر لإبل السبئيين تحمل اللبان والبخور، وسفن طريق الحرير تحمل البضائع، ومرور الحجاج بها برًا وبحرًا بطريق تعددت مسمايتها عند أهل الوجه مثل (طريق الحاج، الغُرْبْ، والوافدية).
تركت الحضارات شواهدها في منطقة وميناء أكرا. وأكرا منطقة تقع على الساحل الشرقي من البحر الأحمر، وتبعد عن الوجه حوالي 40 كلم جنوبًا، وهو ميناء أثري تصارعت على أرضه حضارات ما قبل الميلاد وبعده، لأنها كانت أحد منافذ دروب التجارة المنتشرة على البحر الأحمر في شبه الجزيرة العربية كالنبطية واللحيانية والسبئية إلى الحضارات التي تقع على ساحل البحر الأحمر الإفريقي كالفرعونية والرومانية.

## رأس كركمة
توجد فيها آثار ميناء للأنباط عرف بميناء أكرا كومي قبل الميلاد، عادت منه الحملة الرومانية بعد فشلها بالسيطرة على العرب في شبه الجزيرة العربية عام 24 ق.م في عهد الملك الروماني أغسطس. كما ذكر سترابون المؤرخ والجغرافي والفيلسوف اليوناني أنواعًا من التجارة التي يمارسها الأنباط المسيطرون على موانئ شمال البحر الأحمر مثل لوكي كومي، وأكرا كومي وهو (مرسى كركمة)، وذكر أنها تنقل من هذه الموانئ إلى البترا ومنها إلى فينيقيا وباقي الأمم، وأن البضائع منها الثياب الأرجوانية والأصطرك والزعفران والتماثيل والصور والقطع المنحوتة.
من آثار أكرا آبار أثرية قديمة، وقصر صغير يأخذ في بنائه طابع الطراز الروماني، يبعد عن ساحل البحر الأحمر في أكرا نحو ستة كيلومترات، ولقدمه ارتبط بـ(فارس الخلا) وهي قصة شعبية طويلة يتداولها سكان المنطقة، مختصرها أن عبدًا له رأسين أحدهما صغير والآخر كبير يعيش بأكرا، وخطف فتاة جميلة من أهلها، وبنى لها قصرًا بجانب البحر، فإذا أراد أن يذهب بعيدًا يسجنها فيه، وكان يأكل في غدائه ناقة، وفي عشائه ناقة، يخطفها من إبل الناس ويحملها على رمحه إلى بيته لتطبخها له زوجته المخطوفة، وبنى من عظام هذه النوق معبدًا له، وفي أحد الأيام خطف العبد ذو الرأسين ناقة أصيلة من أرملة فراحت تصيح وتستنجد بأبي زيد الهلالي، فركب أبو زيد فرسه وذهب لمكان العبد ذي الرأسين عند القصير، واستطاع أن يحتال وساعدته كثافة شجر الأثل المتقارب من بعضه في رد سيف العبد ذي الرأسين عنه. واستطاع أبو زيد قتل العبد ذي الرأسين وأعاد الفتاة لأهلها.
أما من الناحية التاريخية والأثرية فتعتبر أكرا التابعة لمنطقة الوجه من الموانئ القديمة على الساحل الشرقي للبحر الأحمر، أنشئت في حقبة ما قبل الميلاد، كما في ضبا وأملج وينبع، وكان لها دور اقتصادي وتجاري وعسكري ولها دور مهم في طريق القوافل، كما كان لذكرها نصيب في الكتب اليونانية القديمة حين ذكرها المؤرخ والجغرافي والفيلسوف اليوناني سترابون مرة بـ(أجرا) وبطليموس بـ(أجر)، وربما هذا بسبب تحوير الكلام الأعجمي للكلمات العربية.
تميزت أكرا بغابات كثيفة من أشجار الأثل والسدر التي أزالها سيل عام 1406 هـ بالكامل. إلا أن الحياة النباتية والشجرية بدت تعود لها مرة أخرى.

## الآثار
ومن المواقع الأثرية التي عثر عليها في ميناء رأس كركمة:
- آبار أكرا الأثرية بالقرب من مصب وادي أبا النعام بوادي الحمض.
- رصيف أثري قديم للعربات يبعد عن ساحل البحر في أكرا بحوالي كيلومتر واحد ويتجه للجنوب.
- قصر يبعد عن ساحل البحر حوالي ستة كيلومترات، بقربه بئر أثري يتبعه ويأخذ أحجار المرو التي بني منها القصر.
- بقايا عظام إبل بمساحة ثلاثة في ثلاثة أمتار تقريبًا، ذكر بعض كبار السن أنه على شكل بنيان، وكان موجوداً، حيث نقل العظام أشخاص، ويقال إنه كان معبد، ولم تزل بقايا العظام ماثلة إلى اليوم. وقد ذكر ياقوت الحموي في معجم البلدان عن أثر قصر مبني بعظام الجمال.
- وجود عملة نحاسية مسكوكة يظهر عليها صورة ملك من ملوك الرومان وجدت بالقصير.
- وجود تمثال إغريقي.
- النقوش الإغريقية على جبال وادي العرجا.
- أقصر الطرق التجارية إلى وادي العرجا من أكرا ثم القصير عبر وادي الرماحية، ثم وادي المرّة عرضاً، حتى نصل جبال الستار، ليلتقي الطريق مع درب الوافدية (طريق الحاج)، ويُترك جبال الستار للخلف، ليُعبر وادي المسماة، حتى الوصول إلى وادي العرجا الذي يضم هو الآخر مناجم أثرية ومستوطنة ونقوشاً إغريقية، فوادي النابع الذي يضم أيضًا النقوش النبطية وبقايا آثار سد منهار.